# Gisslan, Vänern

Gisslan är en ö i Vänern i Djurö skärgårds sydvästra del i Västergötland.
Ön består i sin helhet av ett stort klapperstensfält. En betydande del av materialet är kalksten som transporterats hit, vilket gett ön en speciell vegetation. Öns inre består av en dunge med lindar. I skuggan av dessa trivs liljekonvalj, vitsippor och blåsippor. Botanikern Johan Albert Otto Skårman besökte 1929 ön och dokumenterade den ovanliga naturen på ön.